# Gray & Couch Motor Vehicle Company
Gray & Couch Motor Vehicle Company war ein US-amerikanischer Hersteller von Fahrzeugen. Eine andere Quelle schreibt nur Gray & Couch.

## Unternehmensgeschichte
Das Unternehmen aus Stoneham in Massachusetts stellte ursprünglich Fahrräder her. Einer der Inhaber war A. Stillman Crouch. Zwischen 1905 und 1906 stellte er zusätzlich Kraftfahrzeuge her. Der Markenname lautete Crouch. 1912 zog sich Crouch zurück. Das war das Ende des Unternehmens.

## Kraftfahrzeuge
Zu den Motorrädern liegen keine weiteren Daten vor.
Die Automobile waren Personenkraftwagen, wahlweise mit drei oder vier Rädern. Sie hatten Ottomotoren.